# Steam Days

Steam Days — третій студійний альбом англійського продюсера електронної музики Натана Фейка, випущений 27 серпня 2012 року на лейблі Border Community.

## Список композицій
| #     | Назва               | Тривалість |
| ----- | ------------------- | ---------- |
| 1.    | «Paean»             | 3:54       |
| 2.    | «Cascade Airways»   | 2:44       |
| 3.    | «Iceni Strings»     | 5:30       |
| 4.    | «Old Light»         | 3:07       |
| 5.    | «Harnser»           | 4:32       |
| 6.    | «World of Spectrum» | 3:50       |
| 7.    | «Rue»               | 3:49       |
| 8.    | «Sad Vember»        | 3:54       |
| 9.    | «Neketona»          | 3:53       |
| 10.   | «Glow Hole»         | 7:56       |
| 11.   | «Warble Epics»      | 5:47       |
| 48:56 |                     |            |

## Персоналії
- Натан Фейк — автор музики, продюсування
- Джек Фізерстоун — дизайн